# Monarque (groupe)
Pour les articles homonymes, voir Monarque (homonymie).
Monarque est un groupe canadien (one man band) de black metal, originaire de la ville de Québec, au Québec. Musicalement, les textes de Monarque sont personnels.

## Biographie
Monarque est formé en tant que one man band en 2003 à Québec, au Québec, à l'initiative de Patrick Pelletier, qui prend pour pseudonyme le nom de son projet. Concernant ce projet le créateur explique avoir « préféré [s]'isoler afin de travailler sur [s]es propres morceaux, en solo, ainsi, liberté totale, et pas de conflits. » Après la sortie d'une démo en 2005, Ad nauseam, Monarque est signé sur l'étiquette Mortification Records et se join au cercle black metal notoire Triskalyon,. Deux musiciens de session, Atheos et Bardunor, viennent par la suite se joindre à Monarque lors des spectacles.
Monarque produit son album studio Ad nauseam sous l'étiquette Sepulchral Productions en 2008. Depuis l'album, Monarque devient un duo avec Bardunor. Monarque opère aussi sa propre étiquette appelé Les Productions Hérétiques, avec laquelle il produit son album live, Traditions, blasphèmes et sacrifices, en 2009. 2010 assiste à la publication de plusieurs albums du groupe incluant la compilation Blasphèmes et cultes morbides, l'EP Messe noire, le split Cantvs Maleficvs et l'EP La mort. 2011 assiste à la sortie de split Evil Wrath / Monarque et de l'album live Under the Black Sun et 2012 à la sortie de l'EP Déestance.
En 2013, Monarque publie son nouvel album studio, Le Lys noir, composé de sept chansons. L'album apparait six ans après la publication de l'album Fier hérétique,. En 2014, Monarque participe une compilation intitulée Légendes, aux côtés de trois autres grands groupes de black metal québécois Forteresse, Chasse-Galerie, et Csejthe, au label Sepulchral Productions,.
En 2016, le groupe annonce son retour sur scène après cinq ans d'absence.

## Membres

### Membres actuels
- Monarque (Patrick Pelletier) – Tous les instruments, chant (depuis 2003)[2]
- Bardunor – batterie (depuis 2008)[2]

### Musiciens de session
- Bardunor – batterie[2]
- Le Mort – guitare[2]
- Atheos – guitare[2]
- Morne – basse[2]
- Vicious Raven – basse[2]
- Herjann – basse[2]
- François Fortin – batterie (session)[2]
- M. War – batterie (session)[2]

## Discographie

### Albums studio
- 2007 : Fier hérétique
- 2008 : Ad nauseam
- 2009 : Traditions, blasphèmes et sacrifices (album live)
- 2011 : Under the Black Sun (album live)
- 2013 : Lys noir

### Démo et EP
- 2005 : Ad nauseam
- 2010 : Messe noire
- 2010 : Diatribe
- 2011 : La Mort
- 2012 : Vigor mortis

### Splits
- 2008 : Monarque / Blackwind (avec Blackwind)
- 2008 : Hymnes funéraires des rois (avec Mortualia)
- 2010 : Cantvs Maleficvs (avec Neige et Noirceau)
- 2011 :  Evil Wrath / Monarque (avec Evil Wrath)
- 2012 : Déestance (avec Crépuscule)
- 2012 :  Sorcier des Glaces et Monarque (avec Sorcier des Glaces)

### Compilation
- 2008 : Desecration
- 2010 : Blasphèmes et cultes morbides
- 2014 : Légendes